# SPARCstation LX
SPARCstation LX — рабочая станция семейства SPARCstation от Sun Microsystems на основе архитектуры sun4m.

## Спецификация

### Процессор
SPARCstation LX использует микропроцессор microSPARC с частотой 50 МГц. Это однопроцессорная машина.

### Память
SPARCstation LX имеет 6 слотов DSIMM. Слоты могут заполняться индивидуально модулями по 8 или 32МБ, что даёт возможность установить максимум 128МБ оперативной памяти.

### Сеть
SPARCstation LX стандартно использует интерфейс 10BASE-T, а также 10BASE2 («тонкий» Ethernet) и 10BASE5 («толстый» Ethernet) с помощью разъёма AUI. OpenBoot ROM может загружаться по сети, используя RARP и TFTP.

## Операционные системы
Следующие операционные системы поддерживают SPARCstation ZX:
- SunOS 4.1.3c и далее
- Solaris с 2.3 Edition II по Solaris 9
- NetBSD/sparc
- OpenBSD/sparc
- Linux
- NeXTSTEP

## Различия между Classic и LX
SPARCstation Classic имеет встроенный фреймбуфер CG3, в отличие от LX, имеющей CG6. В Classic поддерживается 8-битная звуковая карта, а в LX 16-битная. Обе машины используют одно шасси, процессор и материнскую плату.